# Medicine Hat
Medicine Hat je město v kanadské provincii Alberta. Leží na řece South Saskatchewan River asi 300 km od Calgary. Žije v něm přibližně 63 tisíc obyvatel.
Název pochází od čelenek, které nosili indiánští léčitelé. Sídlo bylo založeno v roce 1883 při stavbě železnice Canadian Pacific Railway a městská práva získalo v roce 1898. Hospodářský růst souvisí s objevem zemního plynu a černého uhlí. Vedle těžby se zde rozvíjela také výroba cihel, skla a pneumatik, Medicine Hat získalo přezdívky The Gas City a Pittsburgh of the West. Rudyard Kipling, který město navštívil v roce 1907, prohlásil v narážce na ložiska plynu, že místní obyvatelé mají celé peklo ve sklepě. Západně od města leží vojenská základna CFB Suffield.
Město leží v regionu Palliser's Triangle, vyznačujícím se kontinentálním podnebím. Medicine Hat má 2 544 hodin slunečního svitu za rok, což je kanadský rekord. Častý je zde vítr chinook, přinášející náhlé oteplení. V oblasti se pěstují obilniny a cizrna.
Turistickou atrakcí je nejvyšší týpí na světě. Nedaleko města leží archeologické naleziště s pozůstatky mamutů, bizonů a šavlozubých tygrů i s doklady lidského osídlení starými 2500 let.
Sídlí zde juniorský hokejový klub Medicine Hat Tigers.
Rodákem z Medicine Hat je nositel Nobelovy ceny za fyziku Richard Edward Taylor.